# Moussa Wagué
Moussa Wagué (Bignona, Casamance, Senegal, 4 d'octubre de 1998) és un futbolista senegalès que juga com a lateral dret al Gorica.

## Carrera com a jugador
Wagué va arribar al K.A.S. Eupen belga des de l'Acadèmia Aspire el novembre del 2016. Va debutar professionalment en una derrota per 1 a 0 contra el Genk, el 21 de gener del 2017.
El 3 d'agost de 2018 es va anunciar el seu fitxatge pel Barça B. Cinc dies més tard, el 8, el Barça va anunciar que el traspàs havia costat 5 milions d'euros. El 13 de gener de 2019, Wagué va marcar el seu primer gol amb el Barça B en una victòria per 2-0 al Miniestadi contra el CE Alcoià.
El 6 de març de 2019 va ser titular amb el primer equip del Barça en la final de la Supercopa de Catalunya. El seu debut a la lliga amb el primer equip del Barça es va produir el 13 d'abril de 2019, en un empat a zero a fora contra la SD Huesca.
Wagué fou promocionat oficialment al primer equip al començament de la temporada 2019–20, i se li va assignar el dorsal número 16.

### Cessió al PAOK
El 21 de setembre de 2020, el Barça va confirmar la cessió del jugador al PAOK Salònica FC grec per la resta de la temporada. El 13 de desembre de 2020, va patir una greu lesió de genoll en el derbi local PAOK vs Aris Thessaloniki. Com a resultat, es va preveure una baixa de nou mesos.

### Gorica
El 18 de juliol de 2022, va fitxar pel Gorica de la Prva HNL.

## Carrera internacional
Wagué formava part de la selecció del Senegal sub-20 que van ser 4a al Mundial sub-20 del 2015.
Wagué va debutar internacional com a sènior en un amistós contra Nigèria, el 23 de març del 2017, que va acabar en empat a 1.
El maig del 2018 va ser convocat per la selecció absoluta del Senegal pel Mundial del 2018, disputat a Rússia. En aquest campionat es va convertir en el golejador africà en un Mundial més jove de la història, gràcies al gol que va fer al Japó.